# Dustin Salisbery
Dustin Salisbery, né le 19 octobre 1984 à Lancaster (États-Unis), est un joueur de basket-ball professionnel américain actif de 2007 à 2019.

## Biographie
Formé aux Owls de Temple, il n'est pas drafté.
Durant l'été 2014, il joue en Australie aux Bendigo Braves. Ses 27 points en font le meilleur joueur de la 17e semaine de la ligue.
En mars 2017 il est choisi pour le meilleur selection des étrangers en championnat tunisienne pour jouer un match contre l'Équipe nationale de la Tunisie. La selection des étrangers perdu cette match contre la Tunisie (72-91), il est le meilleur buteur de la match avec 22 points.
En janvier 2018, il remporte le tournoi international de Dubaï avec l'Étoile sportive de Radès après battu le Club Sagesse (78-77) en demi-finale et le Homenetmen Beyrouth (75-73) en finale.
Il arrête sa carrière professionnelle à l'été 2019 en tant que joueur de l'Union sportive monastirienne.

## Clubs successifs
- 2003-2007 :  Owls de Temple (NCAA)
- 2007-2008 :  Orléans (Pro A)
- 2008-2009 :  New Yorker Phantoms Braunschweig (BBL)
- 2009 :  Olympia Larissa BC (ESAKE)
- 2009 :  Steaua Bucarest (basket-ball) (Divizia A)
- 2009-2010 :  Club Paulo Domingo (DR Santiago League)
- 2010-2011 :  Soles de Mexicali (en) (LNBP)
- 2011-2012 :  La Vega (DR Santiago League)
- 2013 :  BC Astana (VTB United League)
- 2013 :  87ers du Delaware (D-League)
- 2014 :  Bendigo Braves (en) (ABA)
- 2015 :  Cheshire Phoenix (BBL)
- 2015-2016 :  Saint-Chamond Basket (Pro B)
- 2016-2018  Étoile sportive de Radès
- 2018 :  Al Nasr
- 2019 :  Union sportive monastirienne

## Palmarès

### Clubs
- Champion de Tunisie : 2017, 2018, 2019
- Coupe de Tunisie : 2017, 2018
- Médaille d'argent à la coupe d’Afrique des clubs champions 2017 ( Tunisie)